# أدولف هغ
أدولف هغ هو لاعب كرة قدم سويسري، ولد في 23 سبتمبر 1923 في زيورخ في سويسرا، وتوفي في 24 سبتمبر 2006. شارك مع منتخب سويسرا لكرة القدم. أما مع النوادي، فقد لعب مع نادي غراسهوبر زيوريخ ونادي لوزان ونادي لوكارنو.

## وصلات خارجية
- أدولف هغ على موقع الاتحاد الدولي (مؤرشف)  (الإنجليزية)
- أدولف هغ على موقع قاعدة بيانات كرة القدم.إي يو (الإنجليزية)
- أدولف هغ على موقع ناشيونال فوتبول تيمز (الإنجليزية)
- أدولف هغ على موقع Soccerway.com (الإنجليزية)
- أدولف هغ على موقع عالم كرة القدم.نت (الإنجليزية)